# غابة حرشية

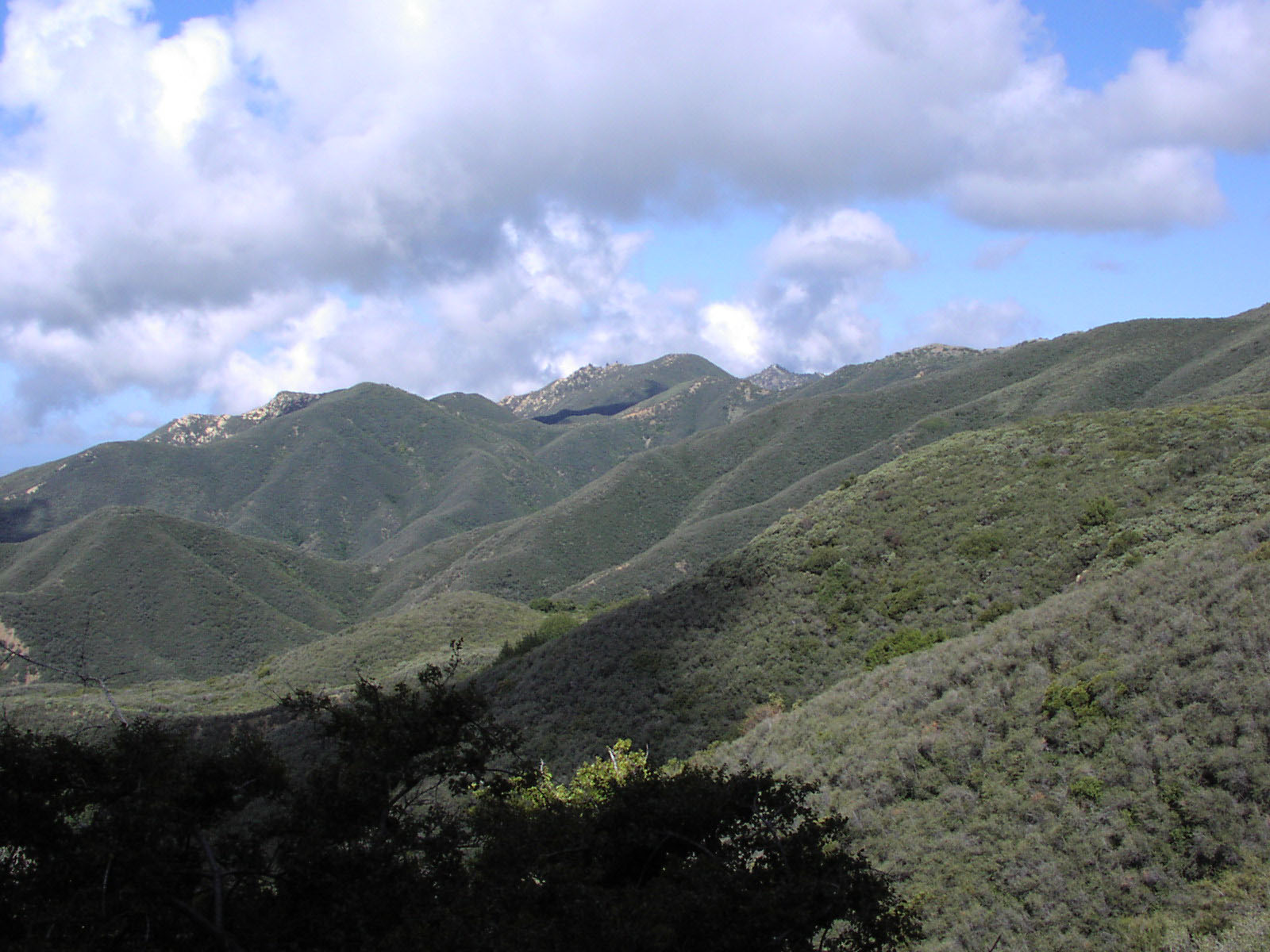
غابة حرشية في كاليفورنيا.

الغابة الحرشية أو شابارال أو الشَّابَرال (بالإنجليزية: Chaparralْْ)‏، هو مجتمع نباتي براحي أو نوع من الغطاء النباتي يزدهر بشكل رئيسي في المناطق ذات المناخ المتوسطي، يمكن العثور عليه في ولاية كاليفورنيا وفي الجزء الشمالي الغربي من المكسيك والمناطق ذات المناخ المشابه.

## أعلام
- مانويل مورييو تورو
- خوسيه ماريا ميلو